# Файловый ввод-вывод в языке Си
Язык программирования Си поддерживает множество функций стандартных библиотек для файлового ввода и вывода. Эти функции составляют основу заголовочного файла стандартной библиотеки языка Си <stdio.h>.
Функциональность ввода-вывода языка Си по текущим стандартам реализуется на низком уровне. Язык Си абстрагирует все файловые операции, превращая их в операции с потоками байтов, которые могут быть как «потоками ввода», так и «потоками вывода». В отличие от некоторых ранних языков программирования, язык Си не имеет прямой поддержки произвольного доступа к файлам данных; чтобы считать записанную информацию в середине файла, программисту приходится создавать поток, ищущий в середине файла, а затем последовательно считывать байты из потока.
Потоковая модель файлового ввода-вывода была популяризирована во многом благодаря операционной системе Unix, написанной на языке Си. Большая функциональность современных операционных систем унаследовала потоки от Unix, а многие языки семейства языков программирования Си унаследовали интерфейс файлового ввода-вывода языка Си с небольшими отличиями (например, PHP). Стандартная библиотека C++ отражает потоковую концепцию в своём синтаксисе (смотрите iostream).

## Открытие файла при помощи функции fopen
Файл открывается при помощи функции fopen, которая возвращает информацию потока ввода-вывода, прикреплённого к указанному файлу или другому устройству, с которого идет чтение (или в который идет запись). В случае неудачи функция возвращает нулевой указатель.
Схожая функция freopen библиотеки Си выполняет аналогичную операцию после первого закрытия любого открытого потока, связанного с её параметрами.
Они объявляются как
```
FILE
 
*
fopen
(
const
 
char
 
*
path
,
 
const
 
char
 
*
mode
);

FILE
 
*
freopen
(
const
 
char
 
*
path
,
 
const
 
char
 
*
mode
,
 
FILE
 
*
fp
);

```

Функция fopen по сути представляет собой «обертку» более высокого уровня системного вызова open операционной системы Unix. Аналогично, fclose является оберткой системного вызова Unix close, а сама структура FILE языка Си зачастую обращается к соответствующему файловому дескриптору Unix. В POSIX-окружении функция fdopen может использоваться для инициализации структуры FILE файловым дескриптором. Тем не менее, файловые дескрипторы как исключительно Unix-концепция не представлены в стандарте языка Си.
Параметр mode (режим) для fopen и freopen должен быть строковый и начинаться с одной из следующих последовательностей:
| режим | режим | режим | описание                                                                                               | начинает с.. |
| ----- | ----- | ----- | --- | ------------ |
| r     | rb    |       | открывает для чтения                                                                                   | начала       |
| w     | wb    |       | открывает для записи (создаёт файл в случае его отсутствия). Удаляет содержимое и перезаписывает файл. | начала       |
| a     | ab    |       | открывает для добавления (создаёт файл в случае его отсутствия)                                        | конца        |
| r+    | rb+   | r+b   | открывает для чтения и записи                                                                          | начала       |
| w+    | wb+   | w+b   | открывает для чтения и записи. Удаляет содержимое и перезаписывает файл.                               | начала       |
| a+    | ab+   | a+b   | открывает для чтения и записи (создаёт файл в случае его отсутствия)                                   | конца        |

Значение «b» зарезервировано для двоичного режима С. Стандарт языка Си описывает два вида файлов — текстовые и двоичные — хотя операционная система не требует их различать (однако, для некоторых компиляторов, например LCC, указание 'b' при работе с бинарным файлом принципиально важно!). Текстовый файл — файл, содержащий текст, разбитый на строки при помощи некоторого разделяющего символа окончания строки или последовательности (в Unix — одиночный символ перевода строки\n; в Microsoft Windows за символом перевода строки следует знак возврата каретки)\r\n. При считывании байтов из текстового файла, символы конца строки обычно связываются (заменяются) с переводом строки для упрощения обработки. При записи текстового файла одиночный символ перевода строки перед записью связывается (заменяется) с специфичной для ОС последовательностью символов конца строки. Двоичный файл — файл, из которого байты считываются и выводятся в «сыром» виде без какого-либо связывания (подстановки).
При открытом файле в режиме обновления ('+' в качестве второго или третьего символа аргумента обозначения режима) и ввод и вывод могут выполняться в одном потоке. Тем не менее, запись не может следовать за чтением без промежуточного вызова fflush или функции позиционирования в файле (fseek, fsetpos или rewind), а чтение не может следовать за записью без промежуточного вызова функции позиционирования в файле. 
Режимы записи и добавления пытаются создать файл с заданным именем, если такого файла ещё не существует. Как указывалось выше, если эта операция оканчивается неудачей, fopen возвращает NULL.

## Закрытие потока при помощи fclose
Функция fclose принимает один аргумент: указатель на структуру FILE потока для закрытия.
```
int
 
fclose
(
FILE
 
*
fp
);

```

Функция возвращает нуль в случае успеха и EOF в случае неудачи.
При нормальном завершении программы функция вызывается автоматически для каждого открытого файла.

## Чтение из потока

### при помощи fgetc
Функция fgetc применяется для чтения символа из потока.
```
int
 
fgetc
(
FILE
 
*
fp
);

```

В случае успеха fgetc возвращает следующий байт или символ из потока (зависит от того, файл «двоичный» или «текстовый», как выше обсуждалось). В противном случае fgetc возвращает EOF. (Отдельный тип ошибок можно определить вызовом ferror или feof с указателем на файл.)
Стандартный макрос getc так же определён в <stdio.h>, успешно работая как fgetc, кроме одного: будучи макросом, он может обрабатывать свои аргументы более одного раза.
Стандартная функция getchar так же определена в <stdio.h>, она не принимает аргументов и эквивалентна getc(stdin).

#### «Ловушка» EOF
Распространённой ошибкой является использование fgetc, getc или getchar для присваивания результата переменной типа char перед сравнением его с EOF. Следующий фрагмент кода демонстрирует эту ошибку, а рядом приведён корректный вариант:
| Ошибка                                                 | Правильно                                             |
| ------------------------------------------------------ | ----------------------------------------------------- |
| char c; while ((c = getchar()) != EOF) { putchar(c); } | int c; while ((c = getchar()) != EOF) { putchar(c); } |

Нужно учитывать систему, в которой тип char, длина которого составляет 8 бит (в частности, архитектура x86), представляет 256 различных значений. getchar может возвращать любой из 256 возможных символов, а также может возвращать EOF для обозначения конца файла, значение которого не может совпадать ни с одним из значений char.
Когда результат getchar присваивается переменной типа char, которая может представить лишь 256 различных значений, происходит вынужденная потеря информации — при сжатии 257 значений в 256 «мест» происходит коллизия. Значение EOF при конвертации в char становится неотличимым от любого из остальных 256 символов. Если этот символ обнаружен в файле, код, приведённый выше, может принять его за признак конца файла, или, что ещё хуже, если тип char — беззнаковый, тогда с учётом того, что EOF — значение отрицательное, оно никогда не сможет стать равным любому беззнаковому char, и таким образом, пример выше не закончится на метке конца файла, а будет выполняться вечно, повторно печатая символ, получающийся при конвертации EOF в char.
В системах, где int и char одинакового размера[каких?], даже «правильный» вариант будет работать некорректно из-за сходства EOF и другого символа. Правильным вариантом обработки подобной ситуации является проверка feof и ferror после того, как getchar вернет EOF. Если feof определит, что конец файла ещё не достигнут, а ferror «сообщит», что ошибок нет, то EOF, возвращённый getchar, может считаться текущим символом. Такие дополнительные проверки делаются редко, так как большинство программистов считает, что их код никогда не будет выполняться на подобных системах с «большим char». Другой способ состоит в использовании проверки при компиляции, что UINT_MAX > UCHAR_MAX, которая хотя бы предотвратит компиляцию на подобных системах.

### при помощи fgets
Функция fgets применяется для чтения строки из потока. Считывание происходит до тех пор пока не будет достигнут конец строки (hex:0D0A, эквивалентны в листингах \n) или длина строки, в которую происходит считывание.
Предположим, у нас есть файл some_file.txt с текстом
```
палиндромы
    А в Енисее - синева.
    А лама мала.
    А лис, он умен - крыса сыр к нему носила. (И. Бабицкий)

```

```
#include
 
<stdio.h>

#include
 
<string.h>

int
 
main
 
(
int
 
argc
,
 
char
*
 
argv
[])
	
/* argc хранит количество параметров, а argv[] указатели на эти параметры. 

					Например, если мы запустим исполняемый файл "fgets_example param1 param2", то argc будет равно 3, а argv[] = {"fgets_example", "param1", "param2"}*/

{

	

	
FILE
 
*
file
;
 

	
char
 
*
fname
 
=
 
"some_file.txt"
;

	
char
 
result_string
[
20
];
 
//Строка в 20 символов

	
file
 
=
 
fopen
(
fname
,
"r"
);

	
if
(
file
 
==
 
NULL
)

	
{

		
printf
(
"не могу открыть файл '%s'"
,
fname
);

		
return
 
0
;

	
}

	
int
 
i
=
0
;

	
char
 
*
real_tail
;

	
while
(
fgets
(
result_string
,
sizeof
(
result_string
),
file
))

	
{

		
real_tail
=
""
;

		
printf
(
"Строка %d:Длина строки - %d:"
,
i
++
,
strlen
(
result_string
));

		
if
(
result_string
[
strlen
(
result_string
)
-1
]
 
==
 
'\n'
)
//проверяем является ли последний элемент в строке символом её окончания

		
{

			
real_tail
=
"
\\
n"
;

			
result_string
[
strlen
(
result_string
)
-1
]
=
'\0'
;

		
};
// эта часть кода добавлена лишь для отображения символа конца строки в консоль без перевода на новую строку	

		
printf
(
"%s%s
\n
"
,
result_string
,
real_tail
);

	
}

	
fclose
(
file
);

    
return
 
0
;

}

```

в результате выполнения мы получим
```
Строка 0:Длина строки - 11:палиндромы\n
Строка 1:Длина строки - 19:    А в Енисее - си
Строка 2:Длина строки - 6:нева.\n
Строка 3:Длина строки - 17:    А лама мала.\n
Строка 4:Длина строки - 19:    А лис, он умен
Строка 5:Длина строки - 19:- крыса сыр к нему
Строка 6:Длина строки - 19:носила. (И. Бабицки
Строка 7:Длина строки - 2:й)

```

Функция strlen определяет длину строки по количеству символов до '\0', например:
```
printf
(
"%d"
,
strlen
(
"123 
\0
 123"
));
 
//выведет 4

```

## fwrite
В языке программирования Си функции fread и fwrite соответственно реализуют файловые операции ввода и вывода. fread и fwrite объявлены в <stdio.h>.

### Запись в файл при помощи fwrite
fwrite определяется как
```
int
 
fwrite
 
(
 
const
 
char
 
*
 
array
,
 
size_t
 
size
,
 
size_t
 
count
,
 
FILE
 
*
 
stream
 
);

```

Функция fwrite записывает блок данных в поток. Таким образом запишется массив элементов array в текущую позицию в потоке. Для каждого элемента запишется size байт. Индикатор позиции в потоке изменится на число байт, записанных успешно. Возвращаемое значение будет равно count в случае успешного завершения записи. В случае ошибки возвращаемое значение будет меньше count.
Следующая программа открывает файл пример.txt, записывает в него строку символов, а затем его закрывает.
```
#include
 
<stdio.h>

#include
 
<string.h>

#include
 
<stdlib.h>

int
 
main
(
void
)

{

    
FILE
 
*
fp
;

    
size_t
 
count
;

    
char
 
const
 
*
str
 
=
 
"привет
\n
"
;

    
fp
 
=
 
fopen
(
"пример.txt"
,
 
"wb"
);

    
if
(
fp
 
==
 
NULL
)
 
{

        
perror
(
"ошибка открытия пример.txt"
);

        
return
 
EXIT_FAILURE
;

    
}

    
count
 
=
 
fwrite
(
str
,
 
sizeof
(
char
),
 
strlen
(
str
),
 
fp
);

    
printf
(
"Записано %lu байт. fclose(fp) %s.
\n
"
,
 
(
unsigned
 
long
)
count
,
 
fclose
(
fp
)
 
==
 
0
 
?
 
"успешно"
 
:
 
"с ошибкой"
);

    
fclose
(
fp
);

    
return
 
0
;

}

```

## Запись в поток при помощи fputс
Функция fputc применяется для записи символа в поток.
```
int
 
fputc
(
int
 
c
,
 
FILE
 
*
fp
);

```

Параметр c «тихо» конвертируется в unsigned char перед выводом. Если прошло успешно, то fputc возвращает записанный символ. Если ошибка, то fputc возвращает EOF.
Стандартный макрос putc также определён в <stdio.h>, работая в общем случае аналогично fputc, за исключением того момента, что будучи макросом, он может обрабатывать свои аргументы более одного раза.
Стандартная функция putchar, также определённая в <stdio.h>, принимает только первый аргумент, и является эквивалентной putc(c, stdout), где c является упомянутым аргументом.

## Пример использования
Нижеследующая программа на языке Си открывает двоичный файл с названием мойфайл, читает пять байт из него, а затем закрывает файл.
```
#include
 
<stdio.h>

#include
 
<stdlib.h>

int
 
main
(
void
)

{

  
char
 
buffer
[
5
]
 
=
 
{
0
};
  
/* инициализируем нулями */

  
int
 
i
,
 
rc
;

  
FILE
 
*
fp
 
=
 
fopen
(
"мойфайл"
,
 
"rb"
);

  
if
 
(
fp
 
==
 
NULL
)
 
{

    
perror
(
"Ошибка при открытии 
\"
мойфайл
\"
"
);

    
return
 
EXIT_FAILURE
;

  
}

  
for
 
(
i
 
=
 
0
;
 
(
rc
 
=
 
getc
(
fp
))
 
!=
 
EOF
 
&&
 
i
 
<
 
5
;
 
buffer
[
i
++
]
 
=
 
rc
);

  
fclose
(
fp
);

  
if
 
(
i
 
==
 
5
)
 
{

    
puts
(
"Прочитанные байты..."
);

    
printf
(
"%x %x %x %x %x
\n
"
,
 
buffer
[
0
],
 
buffer
[
1
],
 
buffer
[
2
],
 
buffer
[
3
],
 
buffer
[
4
]);

  
}
 
else

    
fputs
(
"Ошибка чтения файла.
\n
"
,
 
stderr
);

  
return
 
EXIT_SUCCESS
;

}

```

## Дополнительные источники
- stdio.h on Coding Programmer Page / C Library Reference and Examples (en)
- fclose(3) — страница справки man по библиотечным функциям GNU/Linux  (англ.)
- fgetc(3) — страница справки man по библиотечным функциям GNU/Linux  (англ.)
- fopen(3) — страница справки man по библиотечным функциям GNU/Linux  (англ.)
- fputc(3) — страница справки man по библиотечным функциям GNU/Linux  (англ.)
- Вопрос 12.1 в вопросах-ответах по Си: использование char для хранения возвращаемого getc значения